# Microcharon novariensis
Microcharon novariensis là một loài chân đều trong họ Microparasellidae. Loài này được Stoch & Galassi miêu tả khoa học năm 2001.